# Фартух-Філевич Ярослав Васильович
Фартух-Філевич Ярослав Васильович (5 лютого 1897 Лучиці — 21 січня 1979 Львів) — український архітектор, художник.

## Біографія

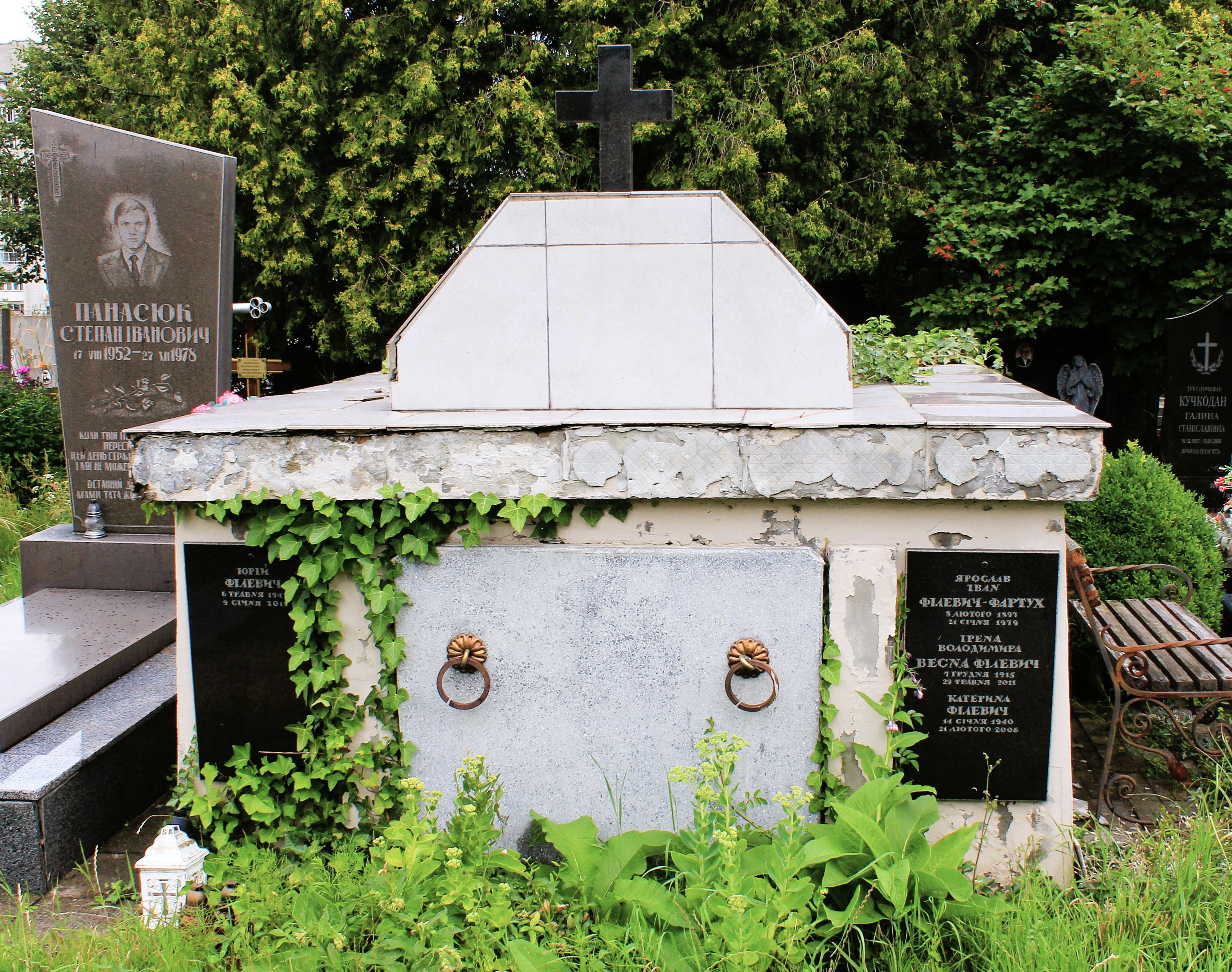
Гробниця родини Філевичів.

Народився у селі Лучиці, тепер Сокальського району, у родині священика. Навчався у Сокальській гімназії. 1915 року мобілізований до австрійської армії, воював на італійському фронті. 1918 року після капітуляції Австрії потрапив у полон біля міста Кассіно, де пробув 2 роки. 1921 року вступив до Празької політехніки. Після завершення навчання у 1926 році, працює кілька років у Чехії в бюро інженера Бібера. Виконав проєкти великої кількості об'єктів, переважно у Моравії. У цей же час займався книжковою графікою та живописом. Паралельно з навчанням у Політехніці відвідував курс в Українській студії пластичного мистецтва у професора Івана Кулеця. Наприкінці 1920-х років повернувся до Львова. Брав участь у мистецьких виставках у Харкові. Спільно з Є. Нагірним, Ю. Воробкевичем, Р. Базилевичем працює в «Кооперативі Інженерних Робіт». Під час бомбардування Львова в кінці травня 1944 виїхав з дружиною і донькою в Лісько (тепер Польща), звідки родину вивезено німцями до табору у Штрасгоф. Певний час працював креслярем на газовому заводі міста Тепліци. 1945 повернувся з родиною до Львова. Власний будинок архітектора реквізований військовими. Родина проживала в одній кімнаті на вулиці Кобзарській. Член Спілки архітекторів УРСР. Працював в «Облпроекті» (пізніше «Діпроміст»). Автор низки проєктів житлових та адміністративних будівель. Взяв участь у розробці генпланів міст та сіл Західної України. Автор ілюстрацій до книжок серії «Дитяча бібліотека» видавництва «Світ дитини». Це зокрема «Казка про Ксенію і дванадцять місяців» Б. Лепкого, «Мандрівки Мишки-Гризикнижки по Львові», «Три побратими» А. Лотоцького, «Слідами забутих предків» Ф. Коковського та багато інших. 1987 року відбулась перша персональна виставка, посмертна.
Похований на Кривчицькому цвинтарі.

## Архітектурні проєкти
- Гімназії у Белзі, Сокалі, Галичі та Черче.
- Народний дім та театр у Дрогобичі.
- Завершення перебудови вілли Шухевичів на вулиці Барвінських у Львові до 1936 року. Первинний проєкт Олександра Пежанського від 1928 року.[1]
- Дерев'яна церква в Гошеві. Перший проєкт 1937 року не був затверджений воєводським урядом. Модифікований проєкт 1938 року було того ж року реалізовано.[2]
- Храми у Залужжі, Улазові, Великополі. Церква у селі Тудорковичі (1936).[3] Проєкт церкви для с. Станимир, з якого до 1939 року було реалізовано лише фундаменти. Добудовано 1998 року.
- Проєкти капличок хресної дороги у Крехові. Реалізовано лише три у 1937—1938 роках.[4]
- Церква у Гладишові Малопольського воєводства. Збудована 1940 року ймовірно за проєктом Філевича (припущення Василя Слободяна).[2]